# Sam J. Miller
Pour les articles homonymes, voir Miller.
Œuvres principales
- La Cité de l'orque
- Kid Wolf et Kraken Boy

Sam J. Miller, né le 7 février 1979 aux États-Unis, est un romancier et nouvelliste américain de science-fiction et de fantasy.

## Œuvres

### Romans
- (en) The Art of Starving, 2017Prix Andre-Norton 2017
- La Cité de l'orque, Albin Michel, coll. « Imaginaire », 2019 ((en) Blackfish City, 2018), trad. Anne-Sylvie Homassel, 400 p.  (ISBN 978-2-226-43844-7)Réédition, Le Livre de poche, coll. « Imaginaire » no 36261, 2021, 480 p. (ISBN 978-2-253-10343-1) - Prix John-Wood-Campbell Memorial 2019
- (en) Destroy All Monsters, 2019
- (en) The Blade Between, 2020
- Kid Wolf et Kraken Boy, Le Bélial', coll. « Une heure-lumière » no 52, 2024 ((en) Kid Wolf and Kraken Boy, 2022), trad. Michel Pagel, 192 p.  (ISBN 978-2-38163-135-6)

### Recueils de nouvelles
- (en) Boys, Beasts & Men, 2022Prix Locus du meilleur recueil de nouvelles 2023

### Nouvelles parues en français
- 57 raisons qui expliquent les suicides de la carrière d'ardoise, 2021 ((en) 57 Reasons for the Slate Quarry Suicides, 2013)Parue dans la revue Bifrost no 103, Le Bélial' - Prix Shirley-Jackson de la meilleure nouvelle courte 2013
- Le Vêlage, 2019 ((en) Calved, 2015)Parue sur le site des éditions Albin Michel
- Les Choses à barbe, 2019 ((en) Things with Beards, 2016)Parue dans la revue Bifrost no 94, Le Bélial'